# Louré
Louré – sposób smyczkowania w grze na instrumencie smyczkowym, który polega na lekkim podkreślaniu poszczególnych nut na jednym kierunku smyczka.
Zobacz też:
- Portato